# Legio I Armeniaca
Legio I Armeniaca (I Вірменський легіон) — римський легіон часів пізньої імперії.

## Історія
Легіон був сформований у кінці III ст. в провінції Вірменія (разом з Legio II Armeniaca) у результаті військових реформ імператора Діоклетіана, звідки і отримав  відповідну назву. Його вояків було переведено з псевдокомітатів до легіонерів, проте завдання залишалися колишніми — охорона ними кордонів імперії як лімітанами.
У 363 році разом з іншими легіонами брав участь у великій Перській компанії на чолі із імператором Юліаном. У 382 році на чолі з Матроніаном, комітом Ісаврії, придушив повстання ісаврійських племен. Після цього став табором у м. Анемурій.
Близько 400 року відповідно до Notitia Dignitatum стояв на сході імперії (ймовірно так само в Ісаврії), підпорядковувався magister militum per Orientem (командувач Сходу).